# 맨체스터 유나이티드 FC의 역사 (1986-2013)

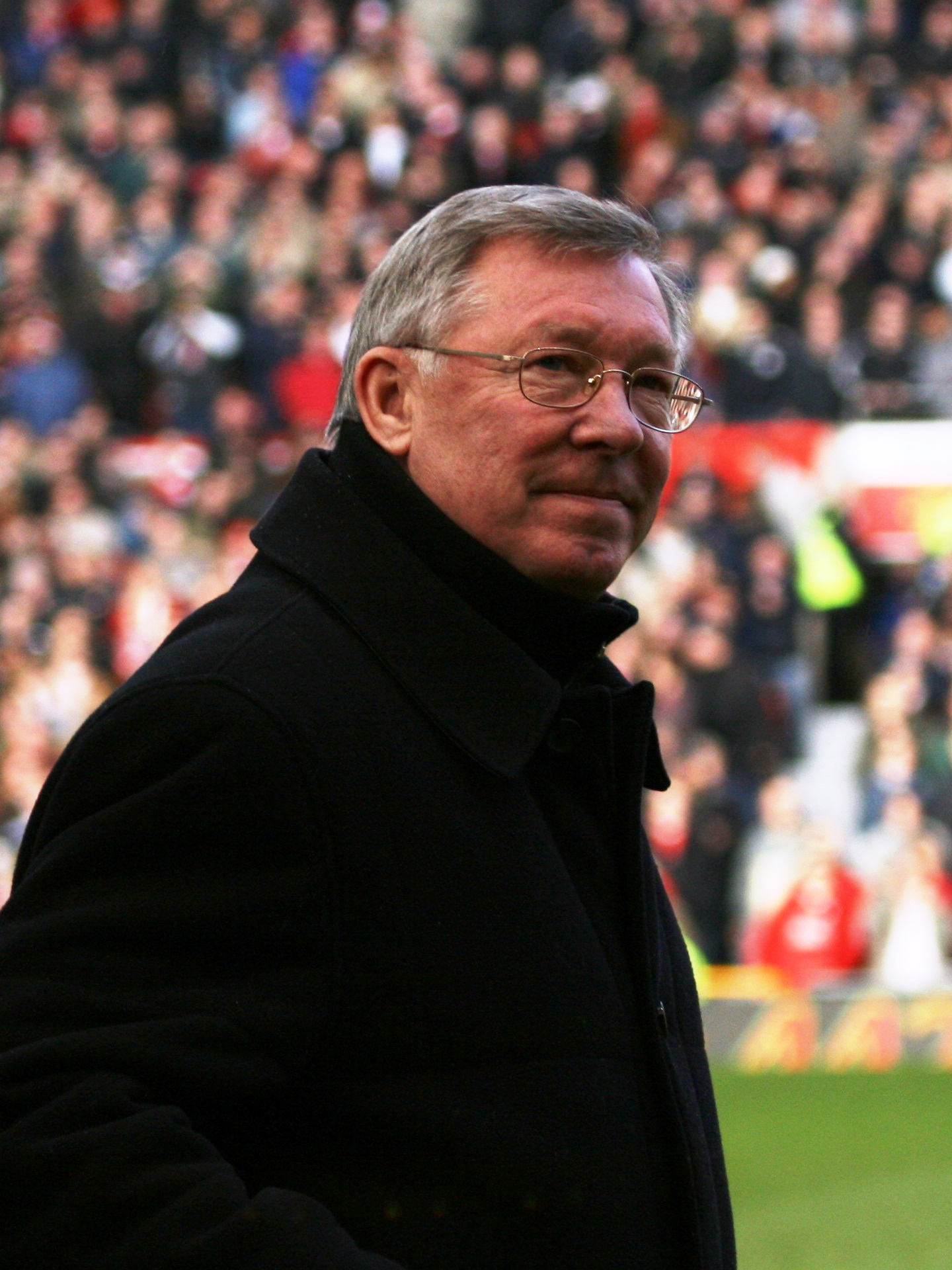
알렉스 퍼거슨 감독

이 문서는 1986년부터 2013년까지 알렉스 퍼거슨이 감독으로 재임했던 시절의 맨체스터 유나이티드 FC의 역사에 대해 다룬다.

## 1986-1998
알렉스 퍼거슨은 애버딘에서 맨체스터의 감독으로 왔고, 앳킨슨의 뒤를 이어 맨체스터 유나이티드 감독직에 올랐다. 그의 첫 시즌 성적은 11위였다. 다음 시즌인 1987-88에는 2위라는 성적을 거두었고 브라이언 매클레어(Brian McClair)가 조지 베스트 이후로 오랜만에 시즌 20골을 달성했다. 그러나 다음 두 시즌 유나이티드의 성적은 좋지 않았고 팬들의 기대는 충족되지 않았다. 1990년에는 해임 위기에까지 몰렸다는 이야기도 있었지만 크리스털 팰리스를 FA컵에서 꺾고 우승을 차지했다. 1990-91에는 유러피언 컵 위너스컵에서 스페인 챔피언 FC 바르셀로나를 누르고 우승을 차지했다. 그러나 다음 시즌에는 실망스러운 결과로 리즈 유나이티드에 리그를 내줬다. 한편, 1991년에 런던 증권거래소에서 4700만 파운드의 주식 평가를 받아 대중의 이목을 끌기도 했다.
1992년 11월 에릭 칸토나의 합류로, 맨체스터 유나이티드에는 활기가 돌았다. 라이언 긱스를 비롯한 폴 인스, 데니스 어윈, 개리 팰리스터와 함께 1992-93 시즌 우승을 이끌어 1967년 이후로 26여 년 만에 리그 우승컵을 들어 올리는 기염을 토했다. 노팅엄 포레스트(Nottingham Forest)로부터 이적해 온 로이 킨의 활약으로 1993-94 시즌에 최초로 리그컵과 FA컵을 동시에 들어 올리는 더블을 달성하였고, 로이 킨은 주장 자리에 올랐다. 그러나 1994년 1월 20일 과거 맨유에 영광을 안겼던 버즈비가 사망, 맨체스터 유나이티드는 슬픔을 맛보기도 했다.
1994-95 시즌에 칸토나는 인종 차별적 모욕을 한 크리스털 팰리스의 서포터 매슈 심슨을 이른바 쿵푸 킥으로 가격해 8개월의 출장 정지 처분을 받았다. 이 시즌에서 마지막 시즌 경기를 비기고 FA컵 결승전에서 에버턴에 패배함으로써 리그와 FA컵에서 모두 2위에 머물렀다. 팬들은 퍼거슨 감독이 주요 선수들을 팔고 데이비드 베컴 및 폴 스콜스, 게리 네빌, 필 네빌과 같은 유스팀 선수들을 중용하는 방침에 격분하였다. 하지만 이 선수들은 곧장 잉글랜드 대표팀으로 발탁되었고 놀라운 플레이를 선보이며 맨체스터 유나이티드에 1995-96년에 더블을 안겼다. 잉글랜드 클럽으로서는 더블을 두 번 했던 팀은 없었기에 그 기록을 ‘더블 더블’(Double Double)이라고 부르기도 했다. 1996-97년에는 시즌 우승을 차지했고 칸토나는 30세의 나이로 축구 선수로서 은퇴를 선언했다.

## 1998-1999 (트레블)

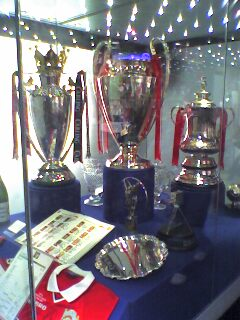
트레블 트로피 - 리그, 챔피언스리그, FA 우승컵 (좌측부터)

1998-99 시즌에서 맨체스터 유나이티드는 프리미어리그, FA컵, UEFA 챔피언스리그에서 우승함으로써 잉글랜드 프로축구팀 역사상 한 시즌에서 가장 좋은 성적을 거둔 팀이 되었다. 12월 19일 미들즈브러 FC에 2:3으로 패한 이후 33경기 동안 무패행진을 달렸으며, 토트넘 홋스퍼를 프리미어리그 마지막 경기에서 2:1로 꺾고 79점의 승점을 기록, 애스턴 빌라를 1:0으로 꺾고 78점의 승점을 기록한 아스널을 1점 차이로 따돌리고 우승하였다. 알렉스 퍼거슨 감독의 회고에 따르면 프리미어리그 우승이 가장 어려웠다고 한다.
FA컵에서는 준결승 2차전에서 로이 킨이 마르크 오버르마르스에게 거친 태클을 가하며 경고 누적으로 퇴장당한 어려운 상황에서, 골키퍼 슈마이켈이 데니스 베르흐캄프의 페널티킥을 막아냈고 연장전에 돌입하여 라이언 긱스가 하프라인에서부터 수비수 4명을 제친 후 환상적인 골을 넣으며 결승에 극적으로 진출하였다. FA컵 결승전에서는 폴 스콜스와 테디 셰링엄의 골로 뉴캐슬 유나이티드를 2:0으로 꺾고 우승을 차지하였다.
UEFA 챔피언스리그에서는 조별 리그에서 FC 바르셀로나와 두 차례의 3:3 무승부를 기록하며 명승부를 펼쳤고 맨체스터가 토너먼트에 진출할 수 있었다. 8강에서는 FC 인테르나치오날레 밀라노를 맞아 승리를 거두었고 4강에서 유벤투스 FC와 만났다. 1차전 홈에서 열린 경기에서 긱스의 골로 1:1로 비긴 맨유는 2차전에서 전반 필리포 인차기에게 연속 2골을 허용하여 탈락의 위기에 몰렸다. 한 골을 만회한 맨유는 후반이 시작되기 전 드와이트 요크와 앤디 콜의 득점에 힘입어 3:2로 승리, 결승에 진출했다.
캄프 누에서 열린 UEFA 챔피언스리그 결승전에서는 바이에른 뮌헨과의 접전 끝에 이른바 캄프 누의 기적을 일구어 내며 2:1의 극적인 역전승을 거두었다. 마리오 바슬러에게 한 골을 허용해 0:1의 상황에서 정규 시간이 종료되고 주어진 추가 시간 3분 동안, 교체 선수로 투입된 테디 셰링엄와 올레 군나르 솔샤르가 2골을 몰아서 넣으며 트레블(삼관왕)을 달성하였다. 당시 UEFA 회장이었던 렌나르트 요한손은 경기 종료 2분 전에 VIP 박스에서 나와 바이에른 뮌헨의 리본으로 장식된 유럽컵 트로피를 들고 엘리베이터에 탔다. 그러나 엘리베이터가 1층에 도착했을 때에는 이미 맨체스터 유나이티드가 역전승을 거두었고 리본을 급히 교체하는 일이 있었다.
트레블의 달성으로 알렉스 퍼거슨에게는 영국 왕실로부터 기사 작위가 수여되었으며, 이후 열린 인터콘티넨털컵에서 파우메이라스를 로이 킨의 골로 1:0으로 꺾고 우승을 차지하였다.
트레블을 달성하는 데 퍼거슨 감독이 육성한 유소년팀 출신 선수들의 활약이 빛났다. 베컴을 비롯한 폴 스콜스, 라이언 긱스, 니키 버트, 게리 네빌, 필 네빌 등이 큰 활약을 펼쳤다. 또한 야프 스탐 및 드와이트 요크, 앤디 콜, 올레 군나 솔샤르 등 이적생들을 적절히 조화되어 활약을 펼쳐주었으며, 테디 셰링엄이나 데니스 어윈 등 베테랑의 활약도 빛났다.

## 1999-2005 (트레블 그 후)
2000년, 2001년 시즌에는 프리미어리그에서 각각 91점, 80점의 승점으로 아스널을 따돌리고 우승을 차지하였으나, 챔피언스리그 우승에는 실패하였다. 2000년 맨체스터 유나이티드는 G-14의 창립 멤버가 되었다. 한편 퍼거슨은 챔피언스리그에서의 좋은 성적을 위해 예전보다 수비적인 전술을 채택하였으나 성공하지 못했고 2001-02 프리미어리그에서는 자서전 파동으로 팀에 분란을 일으켰던 트레블 멤버 야프 스탐을 SS 라치오로 이적시키는 우여곡절 끝에 아스널과 리버풀에 이어 3위에 그치고 말았다. 그러나 다음 시즌은 83점의 승점으로 아스널을 또다시 따돌리고 우승을 차지했다.
2003-04 시즌을 앞두고 유소년팀에서부터 계속 맨체스터 유나이티드의 선수였고 프리킥과 세트 피스 상황에서 큰 활약을 해왔던 데이비드 베컴이 알렉스 퍼거슨 감독과의 불화로 팀을 떠나 레알 마드리드로 이적했다. 2003년 2월 15일 홈에서 열린 FA컵 5라운드 아스널전에서 0:2로 패한 후 라커룸 내에서 퍼거슨 감독이 축구화를 걷어찼는데 공교롭게도 베컴의 얼굴에 맞아 상처를 입혔고 두 사람의 갈등을 더욱 증폭시켰었다. 리오 퍼디낸드는 2003년 12월 도핑 테스트에 불참해 잉글랜드 축구 협회로부터 8개월의 출장 정지 처분을 받아 큰 논란을 촉발시켰다. 퍼디낸드의 공백 속에 리그 우승을 아스널에게 내주었지만 FA컵에서는 밀월을 3:0으로 따돌리고 우승컵을 들어 올렸다.
2004-05 시즌에는 3위에 머물렀으며 FA결승전에서는 승부차기 끝에 폴 스콜스의 실축으로 아스널에게 트로피를 내줬다. 시즌 말에는 맬컴 글레이저가 구단을 인수할 수도 있다는 이야기가 흘러나왔다. 2005년 5월 12일 그는 구단 경영권을 획득했고, 런던 증권 거래소에서 구단을 제외시킬 것을 공언했다. 인수 사실이 확정되자 일부 맨체스터 유나이티드 팬들은 거대 자본이 순수한 축구 구단을 잠식하는 것은 부당하다며 맬컴의 구단 인수가 격렬히 반대하고 경기가 있는 올드 트래퍼드에서 반대 퍼포먼스를 행하기도 했다. 이 와중에 일부 서포터들은 FC 유나이티드 오브 맨체스터라는 그들만의 클럽을 만들어 현재 노던 프리미어리그 프리미어 디비전에 참여 중이다.

## 2005-2013 (글레이저의 인수)
직전 시즌의 UEFA 챔피언스리그 4강에서 AC밀란을 상대로 골을 넣는 등 맹활약을 한 박지성을 퍼거슨 감독이 점찍어 두었고, 박지성은 대한민국 최초의 맨체스터 유나이티드 선수가 되었다. 박지성은 에버턴과의 시즌 첫 경기이자 데뷔전에서 지치지 않는 플레이로 퍼거슨 감독을 비롯한 팀 관계자들을 만족시켰다. 한편, 시즌 중간 주요 선수의 부상과 기존 442에서 433으로의 전술 변동으로 맨체스터 유나이티드가 예전 같지 않은 모습을 보이지 못하자, 로이 킨이 팀의 젊은 선수들을 언론을 통해 맹렬히 비난했다. 퍼거슨 감독과의 충돌로 인해 로이 킨이 구단을 떠나 셀틱으로 이적하는 내홍을 겪었고, 맨체스터 유나이티드는 챔피언스리그 조별 리그에서 탈락하였다. 가브리엘 에인세와 앨런 스미스, 라이언 긱스 및 폴 스콜스 등의 줄부상으로 시즌 내내 어려움을 겪었으나, 루이 사아의 활약으로 2006년 리그 컵(칼링 컵) 결승에서 위건 애슬레틱을 4:0으로 누르고 차지했다. 그러나 뤼트 판 니스텔로이는 자신을 중용하지 않은 퍼거슨 감독의 전술 변경으로 팀을 떠나 레알 마드리드로 이적했다.
프리미어리그 2006-07에는 공격 축구가 살아나 시즌 동안 83골을 작렬시켰으며, 골 득실차 +56의 우수한 기록으로 우승했다. 크리스티아누 호날두가 17골을 넣는 맹활약을 펼쳤고 PFA 올해의 선수상 등 각종 시상식에서 수상의 영예를 안았다. 한편 이 시즌 중간에 헨리크 라르손이 두 달간 임대되어 와서 훌륭한 활약을 하였다. 그러나 챔피언스리그에서는 4강에서 AC 밀란에게 패배했다. FA컵 결승전에서는 연장전까지 가는 경기에서 0:1로 패배했다. 2007년 3월 13일, 유럽대항전 첫 진출 및 EEC를 출범시킨 로마 조약 50주년 기념 경기를 마르첼로 리피 감독의 유럽 올스타(유럽 XI팀)와 치렀다. 루니가 2골을 넣은 가운데, 맨체스터 유나이티드는 4:3의 승리를 거두었다.

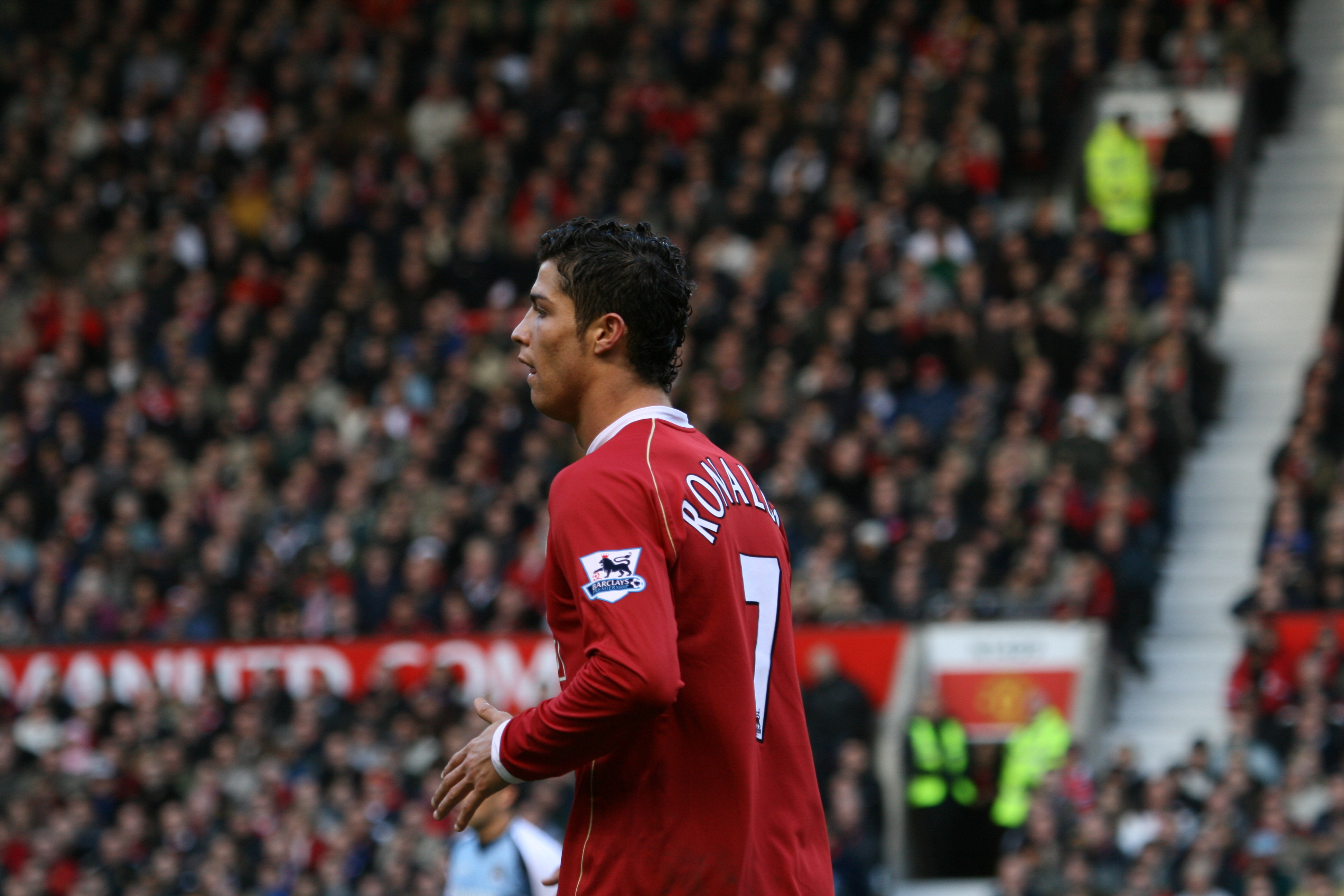
2006-07, 07-08 시즌 맹활약으로 FIFA 올해의 선수상을 2년 연속 받은 크리스티아누 호날두

2007-08 시즌에는 올레 군나르 솔샤르가 오랜 부상을 이겨내지 못해 결국 은퇴하였지만 웨스트 햄 유나이티드를 강등에서 구해냈던 아르헨티나의 카를로스 테베스의 이적을 성사시켰으며 발기술과 스피드가 훌륭한 안데르송, 나니 등의 젊은 선수들과 바이에른 뮌헨으로부터 1년 동안 영입에 공을 들인 수비형 미드필더 오언 하그리브스를 영입하여 기존의 전력에 힘을 더해주어 프리미어 리그와 챔피언스 리그에서 모두 우승하며 98/99시즌 이후 11년만에 더블을 달성하였다. FA컵에서는 8강에서 포츠머스 FC에게 불의의 일격을 당해 탈락했다. 한편 2008년은 뮌헨 비행기 참사 50주년이기도 하다. 2월에 당시의 생존자와 전현직 맨체스터 유나이티드 선수 및 팬이 모여 추모 행사를 가졌다. 2월 10일, 영국 총리 고든 브라운 등 유명 인사들이 참가한 가운데 맨체스터 시티와의 경기에서 추모 경기 및 경기 전 추모 행사를 가졌다. 이날 경기에서 맨체스터 유나이티드는 사고가 있었던 50년대 후반 당시 유니폼을 입고 선발 선수는 1~11번, 교체선수는 12번 이후 번호의 유니폼을 입고, 맨체스터 시티는 유니폼에 후원사 로고를 없앴다. 경기 결과는 맨체스터 유나이티드가 홈에서 맨체스터 시티를 맞아 1:2로 패배하였다.
2008년 4월, 07-08 시즌과 챔피언스리그에서 많은 골을 넣으며 맹활약을 펼친 크리스티아누 호날두는 PFA 올해의 선수상을 작년에 이어 수상하였다. 4월 30일에 열린 UEFA 챔피언스리그 4강에서 FC 바르셀로나를 만나 종합 성적 1-0으로 승리하였다. 올드 트래퍼드에서 열린 4강 2차전에서 박지성은 뛰어난 활약으로 타임즈와 맨체스터 이브닝 뉴스로부터 최고 수훈 선수로 선정되었다. 5월 11일 위건 애슬레틱과의 경기에서 2-0으로 승리함으로써 막판까지 경합을 벌였던 첼시 FC를 따돌리고 2007-08 시즌 우승을 차지하였다. 크리스티아누 호날두는 31골로 리그 득점왕에 올랐다.
5월 22일 모스크바 루즈니키 경기장에서 펼쳐진 UEFA 챔피언스리그 결승전에서 맨체스터 유나이티드는 첼시와 승부차기까지 가는 명승부를 펼치면서 1999년 트레블 이후 9년 만에 유럽챔피언 우승컵을 들어 올렸다. 크리스티아누 호날두의 선제 헤딩골에 힘입어 앞서가던 맨유는 첼시 FC의 프랭크 램퍼드에게 기습적인 동점골을 허용하였고 승부는 연장으로 치달았다. 승부차기에서 세 번째 키커인 크리스티아누 호날두가 실축하였으나, 첼시의 존 테리와 니콜라 아넬카 또한 실축을 하며, 승부차기 결과 6:5로 맨체스터 유나이티드가 극적으로 유럽 챔피언에 올라섰다.
한편 이 경기에서 라이언 긱스는 교체 출전하여 759번째 경기를 치러 보비 찰턴의 기존 최다 출전 기록을 갱신하였고 크리스티아누 호날두는 리그 득점왕에 이어, 8골로 UEFA 챔피언스리그 득점왕까지 차지해 개인 득점왕 더블을 기록하였다. 그리고 2008 발롱도르와 FIFA 올해의 선수상을 수상하며 축구선수로서 그랜드 슬램을 달성하였다.
프리미어리그 2008-09 시즌, 맨체스터 유나이티드는 2009년 칼링컵 우승에 이어 리그에서도 우승을 차지해 통산 18번째 우승 (프리미어리그 개편 후 11회 우승)을 기록하여 리그 최다 우승 부문에서 리버풀 FC와 타이를 이루게 되었으며, 2회 연속으로 3연패를 달성한 클럽이 되었다. 그러나 FA컵에서는 4강전에서 에버튼 FC에게 승부차기 끝에 패하여 결승 진출에 실패하였고, 2년 연속으로 진출한 챔피언스리그 결승전에서는 FC 바르셀로나의 사뮈엘 에토와 리오넬 메시에게 연속골을 허용해 0-2로 완패하여 준우승을 차지하였다. 2009년 6월 11일에는 여섯 시즌간 맨체스터 유나이티드의 7번이자 간판 스타로 활약했던 크리스티아누 호날두가 8,000만 파운드(약 1,644억 원)라는 축구 역사상 최고액 이적료 기록을 세우며 마침내 스페인의 레알 마드리드로 이적했다.
2009-10 시즌이 개막하고 맨유는 시즌 초반, 주전 수비수들의 부상과 컨디션 난조, 호날두의 이적에 따른 전술과 게임 운영 변화에 적응하지 못하는 모습을 보이며 상당히 어려운 출발을 하였다. 비록 2010년 2월 28일에 웸블리 경기장에서 애스턴 빌라를 2-1로 꺾고 칼링컵 2연패를 달성하였으나, 그 외 다른 대회에서의 성적은 그다지 좋지 못하였다. FA컵 64강전에서 리즈 유나이티드에게 패해 조기에 탈락하였고, 챔피언스리그 8강전에서 바이에른 뮌헨을 만나 2차전에선 3-2로 승리하였으나 1차전 1-2 패배에 따른 원정 다득점 원칙에 의해 탈락하였다. 마지막으로 리그에서도 막판까지 치열한 우승 경쟁을 벌인 끝에 첼시 FC에게 승점에서 단 1점을 뒤진 승점 85점을 기록하여 우승컵을 내주었다.
2010-11 시즌 대부분의 전문가들이 맨유의 우승은 힘들 것이라 예상했으나 프리미어리그에서 12번째 우승을 차지하면서 리버풀을 제치고 역대 최다 리그 우승 팀으로 올라서게 되었다. 그러나 챔피언스리그 결승전에서는 FC 바르셀로나에게 다시 한 번 패배하며 준우승에 그쳐야만 했다. 이 시즌을 마지막으로 6년간 맨체스터 유나이티드에서 주전 골키퍼로 활약했던 반 데 사르가 은퇴를 선언했으며 폴 스콜스도 은퇴했다. 라이언 긱스가 남았지만 이 시즌을 끝으로 사실상 퍼기의 아이들의 시대는 막을 내렸다.
2011-12 챔피언스리그 조별리그에서 SL 벤피카, FC 바젤, FC 오첼룰 갈라치와 C조에 편성되어 쉬운 대진을 받았다. 그러나, 오첼룰에만 2승을 거두고 나머지 벤피카와 바젤과의 경기에서 1승도 거두지 못하였으며, 바젤과의 조별리그 최종전에서 1-2로 패하며 조 3위로 챔피언스리그에서 조기 패퇴하였다. 챔피언스리그 패퇴 후 UEFA 유로파리그 2011-12 32강 전으로 진출하게 되었다. 32강에서 AFC 아약스와의 홈경기에서 패하였으나 합계에서 우위를 점하며 16강에서 아틀레틱 빌바오를 만난 맨유는 홈 앤 어웨이 경기 2전 전패를 당하며 유로파리그에서도 조기 패퇴하였다. 리그에서도 홈경기에서 맨체스터 시티 FC에게 1-6으로 대패를 하며 경기전 퍼거슨 감독의 말처럼 역사에 남을만한 경기가 되었고, 2차전인 36라운드에서도 맨체스터 시티에게 1-0으로 패배하며 골득실에 밀려 선두 자리를 빼앗기게 되었다. 리그 최종전에서 맨유는 선덜랜드 AFC에게 0-1로 승리를 하였고, 동시간대 맨체스터 시티는 QPR에게 1-2로 뒤지고 있었다. 그러나 맨체스터 시티는 후반전 추가시간에 2골을 몰아넣으며 경기를 3-2로 역전승과 함께 리그 우승을 차지하였다. 마지막 남은 프리미어리그 2011-12 우승컵까지 놓치며 맨체스터 유나이티드는 2011-12 시즌을 무관으로 마감하였다.
2012-13 시즌, 리그 최종전에서 쓴잔을 마셨던 맨유는 여름 이적시장에서 가가와 신지, 알렉산더 뷔트너, 닉 포웰, 앙헬로 엔리케스 등을 영입하였고 라이벌 아스날의 주장이었던 로빈 판 페르시를 2400만 파운드에 영입하였다. 리그 초반 수비진의 부상과 빈약한 중원으로 고전했으나 판 페르시의 활약으로 꾸역꾸역 승리를 챙기던 맨유는 리버풀, 첼시, 아스날 같은 강호들을 상대로 승리를 챙기며 안정을 찾기 시작했고 마이클 캐릭의 맹활약으로 중원에서의 안정감도 되찾았고 하비에르 에르난데스 슈퍼서브로의 활약까지 더해지며 본격적으로 치고 나가기 시작했다. 12월 맨체스터 시티와의 더비 매치에서 웨인 루니의 두 골과 판 페르시의 극적인 결승골로 3-2 승리를 거두게 되어 독주체제를 굳히게 된다. 챔피언스리그에서는 갈라타사라이 SK, SC 브라가, CFR 클루이와 같은 조에 편성되어 일찌감찌 4승을 거두며 조 1위로 16강 진출을 확정지었다. UEFA 챔피언스리그 16강에서 레알 마드리드 FC를 상대한 유나이티드는 1차전 베르나베우 원정 경기에서 대니 웰백의 골로 1-1 무승부를 거두었고 2차전 홈 경기에서는 세르히오 라모스의 자책골로 유리한 고지를 점했으나 루이스 나니가 퇴장당한 이후 루카 모드리치와 크리스티아누 호날두에게 실점하며 탈락하였고 FA컵에서는 8강에서 첼시 FC를 만나 2-0으로 앞어갔으나 후반전에 에당 아자르와 하미레스에게 연이어 실점하여 2-2 무승부에 그쳤으며 재경기에서 뎀바 바에게 실점하여 탈락하게 되었다. 리그에서는 맨체스터 시티에게 1-2로 패배하며 잠시 주춤했지만 32라운드 스토크 시티 FC와의 경기에서 2-0 승리를 거두며 분위기 반전에 성공했으며 34라운드에서 맨체스터 시티가 토트넘 핫스퍼에게 1-3으로 패한 사이 유나이티드는 아스톤 빌라 FC를 상대로 판 페르시가 해트트릭 원맨쇼를 펼쳐 3-0 승리를 거두며 1부 리그 20번째 우승(프리미어리그 13번째 우승)이라는 금자탑을 쌓게 된다.
2012-13 시즌 종료를 끝으로 27년 간 팀을 이끌어 온 알렉스 퍼거슨 감독이 이번 시즌을 끝으로 은퇴를 선언하며 감독직에서 물러났다.